# Tuli Tuipulotu
Tuli Tuipulotu (Hawthorne, 3 settembre 2002) è un giocatore di football americano statunitense che milita nel ruolo di linebacker per i Los Angeles Chargers della National Football League (NFL).

## Carriera
Al college Tuipulotu giocò a football a USC, venendo premiato unanimemente come All-American dopo avere guidato la NCAA FBS con 13,5 sack. Fu scelto nel corso del secondo giro (54º assoluto) del Draft NFL 2023 dai Los Angeles Chargers. Debuttò come professionista subentrando nella gara del primo turno contro i Miami Dolphins mettendo a segno due tackle, di cui uno con perdita di yard. La settimana successiva disputò la prima gara come titolare contro i Tennessee Titans facendo registrare il suo primo sack su Ryan Tannehill. La sua prima stagione si chiuse con 53 placcaggi, 4,5 sack e 2 fumble forzati disputando tutte le 17 partite, di cui 11 come titolare, venendo inserito nella formazione ideale dei rookie dalla Pro Football Writers of America.
Nel decimo turno della stagione 2024 Tuipulotu mise a segno due sack su Will Levis nella vittoria sui Tennessee Titans.

## Palmarès
- PFWA All-Rookie Team - 2023

## Vita privata
Il fratello maggiore, Marlon Tuipulotu, gioca per i Philadelphia Eagles. Inoltre è cugino del defensive back dei San Francisco 49ers Talanoa Hufanga.